# Lance Cade

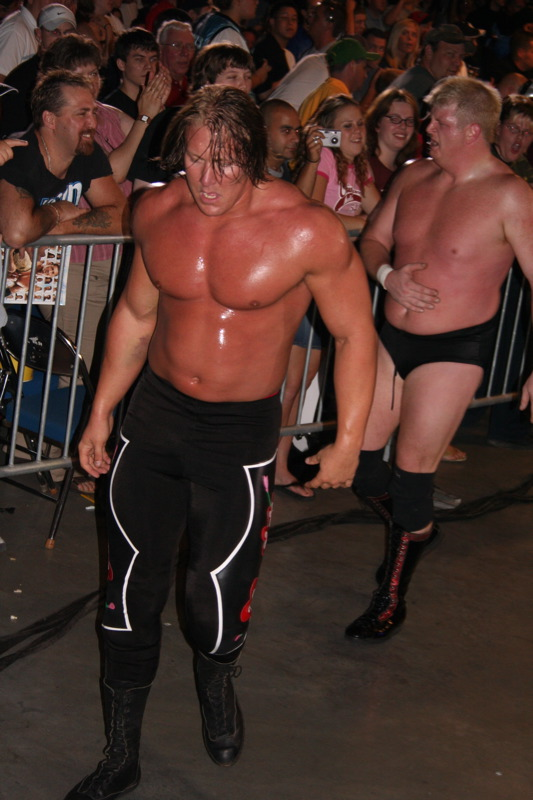
Lance Cade

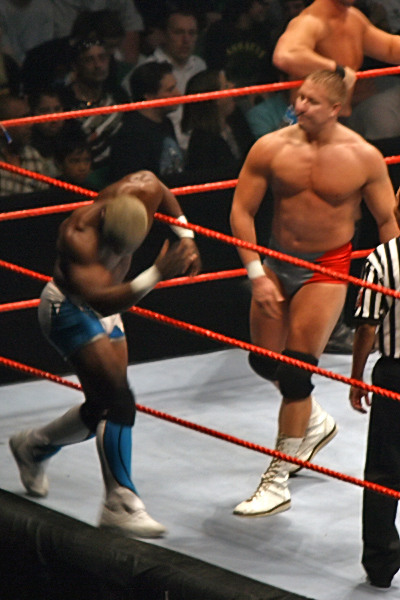
Lance Cade

Lance Cade (născut Lance Kurtis McNaught), (n. 2 martie 1980 – d. 13 august 2010) a fost un wrestler american ce evolua în divizia RAW a promoției World Wrestling Entertainment (WWE).

## Cauza decesului
McNaught a murit pe 13 august 2010 la 30 de ani de o aparentă insuficiență cardiacă în San Antonio, Texas. Fosta lui soție, Tanya, a observat că nu se simțea bine în săptămâna anterioară a morții sale. A fost dus la un spital pe 10 august, după ce a avut dificultăți de respirație. Două luni mai târziu, pe 13 octombrie, medicul de la San Antonio a decis că moartea sa este "accidentală" și a declarat cauza morții ca "intoxicare din medicamente mixte care complică o cardiomiopatie.